# Parnasolika kaldesia
Parnasolika kaldesia (lat. Caldesia parnassifolia), vodena biljka iz porodice žabočunovki. Raširena je po Europi, Ruskom dalekom istoku, Kavkazu, Africi, tropskoj Aziji i Queenslandu. U Hrvatskoj je na popisu strogo zaštićenih vrsta, ali je izgleda nestala,
Zbog srcolikih listova u Sloveniji je nazivaju srčastolistna kaldezija. Toni Nikolić (2019) dao joj je služberni hrvatski naziv parnasolika kaldesia.

## Vanjske poveznice
- C. parnassifolia, botanički vrt, Osaka,Japan
- C. parnassifolia, botanički vrt, Wroclaw, Poljska
- Eumenes sp. na cvijetu kaldezije